# Son and Daughter
"Son and Daughter" (Español: "Hijo e Hija") es una canción por la banda británica Queen. Fue escrita por el guitarrista Brian May, es la octava canción del álbum de 1973, Queen. Más tarde apareció como el lado B del sencillo "Keep Yourself Alive".

## Antecedentes
«Son and Daughter» fue escrita por May y publicado junto con «Keep Yourself Alive» como lado A el 6 de julio de 1973, una semana antes del lanzamiento del álbum homónimo de la banda.
La canción fue interpretada en los primeros conciertos de la banda bajo el nombre de Queen en 1970. La canción originalmente albergaba un famoso solo de guitarra. La versión del álbum de esta canción no presentaba dicho solo. El solo no sería grabado adecuadamente hasta 1974, con «Brighton Rock» del álbum Sheer Heart Attack.

## Versiones en vivo
- Una versión grabada en el Rainbow Theatre el 20 de noviembre de 1974 durante la gira de Sheer Heart Attack fue publicado en Live at the Rainbow '74.[7]
- Una presentación grabada en el Hammersmith Odeon en Londres, durante la gira de A Night at the Opera el 25 de diciembre de 1975 fue publicado en el álbum de 2015, A Night at the Odeon – Hammersmith 1975.[8]

## Otros lanzamientos
- La canción fue publicado como lado B del lanzamiento de sencillo de «Keep Yourself Alive» el 6 de julio de 1973.[4]
- La canción ha aparecido en numerosos álbumes compilatorios de Queen:
  - CD Single Box (1991)
  - The Singles Collection Volume 1 (2008)
  - The Studio Collection (2015)
  - On Air (2016)

## Créditos
Créditos adaptados desde las notas del álbum.
- Freddie Mercury – voz principal y coros
- Brian May – guitarra eléctrica, coros
- Roger Taylor – batería, coros
- John Deacon – bajo eléctrico